# Siphona immaculata
Siphona immaculata är en tvåvingeart som beskrevs av Andersen 1996. Siphona immaculata ingår i släktet Siphona och familjen parasitflugor.
Artens utbredningsområde är Finland. Arten är reproducerande i Sverige. Inga underarter finns listade i Catalogue of Life.